# 사로마정
사로마정(일본어: 佐呂間町)은 일본 홋카이도 오호츠크 종합진흥국(구 아바시리 지청) 관내의 도코로군에 있는 정이다.

## 지리
오호츠크 종합진흥국 관내 중부에 위치하며 북부는 사로마호에 접하고 남부는 구릉지대이다.

### 기후
오호츠크해 연안이나 사로마 호반에서는 연교차가 비교적 적지만 내륙은 춥다.
| 사로마정의 기후                                              | 사로마정의 기후 | 사로마정의 기후 | 사로마정의 기후 | 사로마정의 기후 | 사로마정의 기후 | 사로마정의 기후 | 사로마정의 기후 | 사로마정의 기후 | 사로마정의 기후 | 사로마정의 기후 | 사로마정의 기후 | 사로마정의 기후 | 사로마정의 기후 |
| 월                                                           | 1월             | 2월             | 3월             | 4월             | 5월             | 6월             | 7월             | 8월             | 9월             | 10월            | 11월            | 12월            | 연간            |
| ------------------------------------------------------------ | --------------- | --------------- | --------------- | --------------- | --------------- | --------------- | --------------- | --------------- | --------------- | --------------- | --------------- | --------------- | --------------- |
| 역대 최고 기온 °C (°F)                                       | 9.9 (49.8)      | 11.8 (53.2)     | 17.1 (62.8)     | 30.9 (87.6)     | 39.5 (103.1)    | 34.4 (93.9)     | 36.7 (98.1)     | 36.8 (98.2)     | 33.4 (92.1)     | 29.8 (85.6)     | 22.0 (71.6)     | 16.2 (61.2)     | 39.5 (103.1)    |
| 일평균 최고 기온 °C (°F)                                     | −2.6 (27.3)     | −2.0 (28.4)     | 2.5 (36.5)      | 10.2 (50.4)     | 16.9 (62.4)     | 20.2 (68.4)     | 23.9 (75.0)     | 24.9 (76.8)     | 21.6 (70.9)     | 15.3 (59.5)     | 7.5 (45.5)      | 0.1 (32.2)      | 11.5 (52.7)     |
| 일일 평균 기온 °C (°F)                                       | −8.5 (16.7)     | −8.4 (16.9)     | −2.9 (26.8)     | 4.2 (39.6)      | 10.3 (50.5)     | 14.2 (57.6)     | 18.2 (64.8)     | 19.4 (66.9)     | 15.6 (60.1)     | 9.0 (48.2)      | 2.1 (35.8)      | −5.4 (22.3)     | 5.6 (42.1)      |
| 일평균 최저 기온 °C (°F)                                     | −15.7 (3.7)     | −16.3 (2.7)     | −9.5 (14.9)     | −1.8 (28.8)     | 3.8 (38.8)      | 8.9 (48.0)      | 13.6 (56.5)     | 14.8 (58.6)     | 10.1 (50.2)     | 2.9 (37.2)      | −3.2 (26.2)     | −11.7 (10.9)    | −0.3 (31.5)     |
| 역대 최저 기온 °C (°F)                                       | −34.3 (−29.7)   | −35.4 (−31.7)   | −30.8 (−23.4)   | −18.1 (−0.6)    | −5.7 (21.7)     | −2.1 (28.2)     | 3.5 (38.3)      | 4.5 (40.1)      | −0.5 (31.1)     | −5.6 (21.9)     | −16.7 (1.9)     | −27.5 (−17.5)   | −35.4 (−31.7)   |
| 평균 강수량 mm (인치)                                        | 39.3 (1.55)     | 27.5 (1.08)     | 28.3 (1.11)     | 42.0 (1.65)     | 57.6 (2.27)     | 69.7 (2.74)     | 109.3 (4.30)    | 138.1 (5.44)    | 123.5 (4.86)    | 90.2 (3.55)     | 52.5 (2.07)     | 52.1 (2.05)     | 829.9 (32.67)   |
| 평균 강설량 cm (인치)                                        | 150 (59)        | 124 (49)        | 103 (41)        | 34 (13)         | 3 (1.2)         | 0 (0)           | 0 (0)           | 0 (0)           | 0 (0)           | 1 (0.4)         | 23 (9.1)        | 121 (48)        | 556 (219)       |
| 평균 강수일수 (≥ 1.0 mm)                                     | 10.9            | 8.8             | 9.4             | 9.1             | 10.0            | 10.5            | 11.7            | 12.1            | 11.5            | 10.1            | 9.8             | 10.4            | 124.3           |
| 평균 강설일수 (≥ 5 cm)                                       | 10.3            | 9.2             | 7.5             | 2.3             | 0.3             | 0.0             | 0.0             | 0.0             | 0.0             | 0.1             | 1.6             | 8.1             | 39.3            |
| 평균 월간 일조시간                                           | 90.6            | 110.2           | 149.6           | 163.6           | 176.2           | 160.3           | 158.0           | 152.5           | 154.8           | 149.0           | 117.1           | 96.8            | 1,678.5         |
| 출처: 일본 기상청 (평년값: 1991년~2020년, 극값: 1977년~현재) |                 |                 |                 |                 |                 |                 |                 |                 |                 |                 |                 |                 |                 |

## 역사
- 1915년 4월 - 2급 정촌제 시행으로 도후쓰촌(鐺沸村)이 되었다.
- 1915년 11월 - 도코로촌(훗날 도코로정, 현 기타미시)에 일부를 분할하고 촌명을 사로마촌으로 개칭했다.
- 1948년 4월 - 와카사촌을 분리하였다.
- 1953년 4월 - 정으로 승격해 사로마정이 되었다.
- 1956년 9월 - 사로마정, 와카사촌이 합병해 새로운 사로마정이 설치되었다.

## 경제
사로마호 연안에서는 어업이 발달해 있고 가리비와 굴의 양식이 활발하다. 구릉에서는 농업(밭농사)과 낙농업, 임업이 발달해 있다. 특산품은 호박이다.

## 교통

### 도로
- 국도 238호선
- 국도 333호선